# Skírnismál

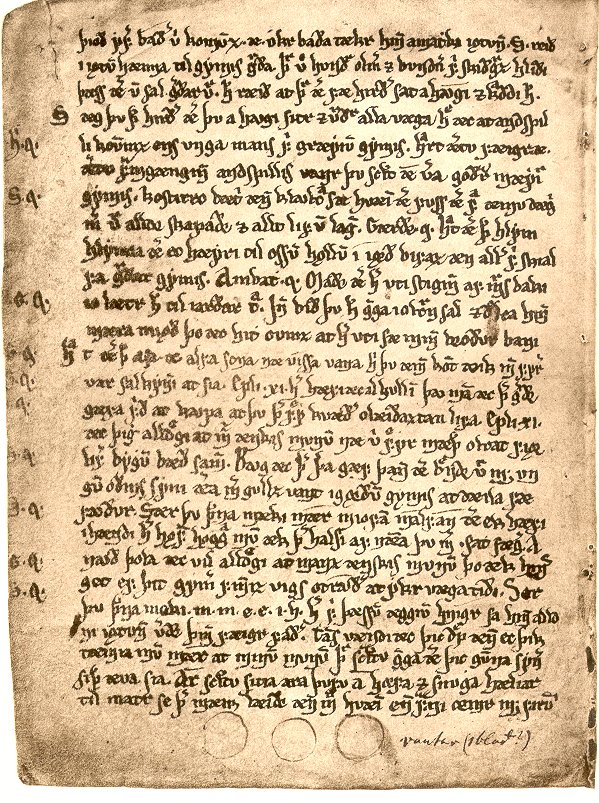
AM 748 I 4^{to}, un dels dos manuscrits que preserva Skírnismál

Skírnismál (Les dites de Skírnir) és un dels poemes de l'Edda poètica i està preservat en els manuscrits del còdex Regius i AM 748 I 4to del segle xiii, però potser en un origen van ser compostos en temps pagans. Molts escolars creuen que el poema va ser representat, potser, com Hieros gamos.